# جیرجیرک‌های شنی
جیرجیرک‌های شنی (نام علمی: Tridactylidae) نام یک تیره از بالاخانواده شنی‌جیرجیرک‌واران است.